# Lista över städer i Sachsen
Här listas alla orter i det tyska förbundslandet Sachsen som har eller har haft stadsprivilegier.
| Stad                         | Distrikt (Kreis) 2006               | Stordistrikt (Regierungs- bezirk) 1996 | Stad sedan   | Folk- mängd 2006 |
| ---------------------------- | ----------------------------------- | -------------------------------------- | ------------ | ---------------- |
| Adorf                        | Vogtlandkreis                       | Chemnitz                               | 1290         | 5 798            |
| Altenberg                    | Weißeritzkreis                      | Dresden                                | 1451         | 6 078            |
| Annaberg-Buchholz            | Annaberg                            | Chemnitz                               | 1945         | 23 146           |
| Aue                          | Aue-Schwarzenberg                   | Chemnitz                               | 1635         | 18 539           |
| Auerbach (Vogtland)          | Vogtlandkreis                       | Chemnitz                               | 1350         | 21 243           |
| Augustusburg                 | Freiberg                            | Chemnitz                               | före 1564    | 5 249            |
| Bad Düben                    | Delitzsch                           | Leipzig                                | 1500         | 8 874            |
| Bad Elster                   | Vogtlandkreis                       | Chemnitz                               | 1935         | 4 058            |
| Bad Gottleuba- Berggießhübel | Sächsische Schweiz                  | Dresden                                | 1999         | 6 103            |
| Bad Lausick                  | Muldentalkreis                      | Leipzig                                | 1400-talet   | 8 961            |
| Bad Muskau                   | Niederschlesischer Oberlausitzkreis | Dresden                                | 1452         | 4 045            |
| Bad Schandau                 | Sächsische Schweiz                  | Dresden                                | 1445         | 3 082            |
| Bautzen                      | Bautzen                             | Dresden                                | 1213         | 42 189           |
| Belgern                      | Torgau-Oschatz                      | Leipzig                                | före 1572    | 5 160            |
| Bernsdorf                    | Kamenz                              | Dresden                                | 1968         | 5 764            |
| Bernstadt                    | Löbau-Zittau                        | Dresden                                | 1280         | 4 005            |
| Bischofswerda                | Bautzen                             | Dresden                                | 1361         | 13 014           |
| Böhlen                       | Leipziger Land                      | Leipzig                                | 1964         | 7 062            |
| Borna                        | Leipziger Land                      | Leipzig                                | 1264         | 22 684           |
| Brand-Erbisdorf              | Freiberg                            | Chemnitz                               | 1912         | 11 365           |
| Brandis                      | Muldentalkreis                      | Leipzig                                | 1243         | 9 733            |
| Burgstädt                    | Mittweida                           | Chemnitz                               | 1301         | 12 261           |
| Chemnitz                     | kreisfri                            | Chemnitz                               | 1200-talet   | 247 094          |
| Colditz                      | Muldentalkreis                      | Leipzig                                | 1265         | 5 222            |
| Coswig (Sachsen)             | Meissen                             | Dresden                                | 1939         | 22 329           |
| Crimmitschau                 | Zwickauer Land                      | Chemnitz                               | 1414         | 22 130           |
| Dahlen                       | Torgau-Oschatz                      | Leipzig                                | 1228         | 5 111            |
| Delitzsch                    | Delitzsch                           | Leipzig                                | ~1200        | 27 998           |
| Dippoldiswalde               | Weißeritzkreis                      | Dresden                                | 1218         | 10 777           |
| Döbeln                       | Döbeln                              | Leipzig                                | 1200-talet   | 21 252           |
| Dohna                        | Sächsische Schweiz                  | Dresden                                | 1445         | 6 103            |
| Dommitzsch                   | Torgau-Oschatz                      | Leipzig                                | 1465         | 3 057            |
| Dresden                      | kreisfri                            | Dresden                                | 1212         | 490 760          |
| Ebersbach (Sachsen)          | Löbau-Zittau                        | Dresden                                | 1925         | 9 010            |
| Ehrenfriedersdorf            | Annaberg                            | Chemnitz                               | före 1500    | 5 339            |
| Eibenstock                   | Aue-Schwarzenberg                   | Chemnitz                               | 1555         | 6 678            |
| Eilenburg                    | Delitzsch                           | Leipzig                                | 1221         | 17 568           |
| Elsterberg                   | Vogtlandkreis                       | Chemnitz                               | 1354         | 5 089            |
| Elstra                       | Kamenz                              | Dresden                                | 1400-talet   | 3 148            |
| Elterlein                    | Annaberg                            | Chemnitz                               | före 1483    | 3 278            |
| Falkenstein (Vogtland)       | Vogtlandkreis                       | Chemnitz                               | 1463         | 9 440            |
| Flöha                        | Freiberg                            | Chemnitz                               | 1933         | 10 937           |
| Frankenberg (Sachsen)        | Mittweida                           | Chemnitz                               | 1683         | 16 874           |
| Frauenstein                  | Freiberg                            | Chemnitz                               | 1411         | 3 302            |
| Freiberg (Sachsen)           | Freiberg                            | Chemnitz                               | ~1160        | 43 463           |
| Freital                      | Weißeritzkreis                      | Dresden                                | 1921         | 39 2125          |
| Frohburg                     | Leipziger Land                      | Leipzig                                | 1233         | 7 949            |
| Geising                      | Weißeritzkreis                      | Dresden                                | 1857         | 3 284            |
| Geithain                     | Leipziger Land                      | Leipzig                                | 1209         | 6 438            |
| Geringswalde                 | Mittweida                           | Chemnitz                               | 1233         | 5 088            |
| Geyer                        | Annaberg                            | Chemnitz                               | 1467         | 4 136            |
| Glashütte                    | Weißeritzkreis                      | Dresden                                | 1506         | 4 540            |
| Glauchau                     | Chemnitzer Land                     | Chemnitz                               | 1335         | 26 255           |
| Görlitz                      | -                                   | Dresden                                | ~1215        | 57 942           |
| Grimma                       | Muldentalkreis                      | Leipzig                                | 1220         | 19 803           |
| Gröditz                      | Riesa-Großenhain                    | Dresden                                | 1967         | 7 941            |
| Groitzsch                    | Leipziger Land                      | Leipzig                                | 1210         | 8 593            |
| Großenhain                   | Riesa-Großenhain                    | Dresden                                | 1220         | 16 482           |
| Großröhrsdorf                | Kamenz                              | Dresden                                | 1924         | 7 302            |
| Großschirma                  | Freiberg                            | Chemnitz                               | 2003         | 6 122            |
| Grünhain-Beierfeld           | Aue-Schwarzenberg                   | Chemnitz                               | 2005         | 6 647            |
| Hainichen                    | Mittweida                           | Chemnitz                               | 1342         | 9 521            |
| Hartenstein                  | Zwickauer Land                      | Chemnitz                               | 1387         | 5 066            |
| Hartha                       | Döbeln                              | Leipzig                                | 1233         | 8 486            |
| Heidenau                     | Sächsische Schweiz                  | Dresden                                | 1924         | 16 770           |
| Herrnhut                     | Löbau-Zittau                        | Dresden                                | 1929         | 2 747            |
| Hohenstein-Ernstthal         | Chemnitzer Land                     | Chemnitz                               | 1898         | 16 651           |
| Hohnstein                    | Sächsische Schweiz                  | Dresden                                | 1445         | 3 777            |
| Hoyerswerda                  | -                                   | Dresden                                | 1423         | 43 412           |
| Johanngeorgenstadt           | Aue-Schwarzenberg                   | Chemnitz                               | 1656         | 5 452            |
| Jöhstadt                     | Annaberg                            | Chemnitz                               | 1655         | 3 294            |
| Kamenz                       | Kamenz                              | Dresden                                | ~1190        | 18 177           |
| Kirchberg (Sachsen)          | Zwickauer Land                      | Chemnitz                               | 1421         | 9 445            |
| Kitzscher                    | Leipziger Land                      | Leipzig                                | 1974         | 6 141            |
| Klingenthal                  | Vogtlandkreis                       | Chemnitz                               | 1919         | 8 996            |
| Kohren-Sahlis                | Leipziger Land                      | Leipzig                                | 1934         | 3 104            |
| Königsbrück                  | Kamenz                              | Dresden                                | 1331         | 4 690            |
| Königstein                   | Sächsische Schweiz                  | Dresden                                | 1379         | 2 858            |
| Lauta                        | Kamenz                              | Dresden                                | 1965         | 8 541            |
| Lauter (Sachsen)             | Aue-Schwarzenberg                   | Chemnitz                               | 1962         | 5 007            |
| Leipzig                      | -                                   | Leipzig                                | 1170         | 503 169          |
| Leisnig                      | Döbeln                              | Leipzig                                | 1278         | 6 975            |
| Lengefeld                    | Mittlerer Erzgebirgskreis           | Chemnitz                               | 1522         | 4.832            |
| Lengenfeld (Vogtland)        | Vogtlandkreis                       | Chemnitz                               | 1725         | 8 140            |
| Lichtenstein (Sachsen)       | Chemnitzer Land                     | Chemnitz                               | ~1350        | 13 625           |
| Liebstadt                    | Sächsische Schweiz                  | Dresden                                | 1286         | 1 395            |
| Limbach-Oberfrohna           | Chemnitzer Land                     | Chemnitz                               | 1950         | 26 702           |
| Löbau                        | Löbau-Zittau                        | Dresden                                | 1221         | 18 093           |
| Lommatzsch                   | Meissen                             | Dresden                                | 1206         | 5 875            |
| Lössnitz                     | Aue-Schwarzenberg                   | Chemnitz                               | 1284         | 10 424           |
| Lugau                        | Stollberg                           | Chemnitz                               | 1924         | 7 731            |
| Lunzenau                     | Mittweida                           | Chemnitz                               | 1390         | 5 151            |
| Marienberg                   | Mittlerer Erzgebirgskreis           | Chemnitz                               | 1521         | 14 291           |
| Markkleeberg                 | Leipziger Land                      | Leipzig                                | 1934         | 23 656           |
| Markneukirchen               | Vogtlandkreis                       | Chemnitz                               | ~1350        | 7 066            |
| Markranstädt                 | Leipziger Land                      | Leipzig                                | 1354         | 13 432           |
| Meerane                      | Chemnitzer Land                     | Chemnitz                               | 1405         | 17 339           |
| Meissen                      | Meissen                             | Dresden                                | 1350         | 28 544           |
| Mittweida                    | Mittweida                           | Chemnitz                               | 1286         | 16 499           |
| Mügeln                       | Torgau-Oschatz                      | Leipzig                                | 1256         | 4 798            |
| Mühltroff                    | Vogtlandkreis                       | Chemnitz                               | 1367         | 1 941            |
| Mylau                        | Vogtlandkreis                       | Chemnitz                               | 1367         | 3 013            |
| Naunhof                      | Muldentalkreis                      | Leipzig                                | 1482         | 8 743            |
| Nerchau                      | Muldentalkreis                      | Leipzig                                | 1282         | 4 118            |
| Netzschkau                   | Vogtlandkreis                       | Chemnitz                               | 1687         | 4 462            |
| Neugersdorf                  | Löbau-Zittau                        | Dresden                                | 1924         | 6 330            |
| Neusalza-Spremberg           | Löbau-Zittau                        | Dresden                                | 1920         | 2 489            |
| Neustadt in Sachsen          | Sächsische Schweiz                  | Dresden                                | 1333         | 10 447           |
| Niesky                       | Niederschlesischer Oberlausitzkreis | Dresden                                | 1935         | 10 994           |
| Nossen                       | Meissen                             | Dresden                                | 1690         | 7 603            |
| Oberlungwitz                 | Chemnitzer Land                     | Chemnitz                               | 1936         | 6 682            |
| Oberwiesenthal               | Annaberg                            | Chemnitz                               | 1530         | 2 793            |
| Oederan                      | Freiberg                            | Chemnitz                               | 1286         | 7 109            |
| Oelsnitz (Vogtland)          | Vogtlandkreis                       | Chemnitz                               | ~1350        | 12 247           |
| Oelsnitz (Erzgebirge)        | Stollberg                           | Chemnitz                               | 1924         | 12 661           |
| Olbernhau                    | Mittlerer Erzgebirgskreis           | Chemnitz                               | 1902         | 11 019           |
| Oschatz                      | Torgau-Oschatz                      | Leipzig                                | 1245         | 16 292           |
| Ostritz                      | Löbau-Zittau                        | Dresden                                | 1295         | 2 964            |
| Pausa                        | Vogtlandkreis                       | Chemnitz                               | 1393         | 3 924            |
| Pegau                        | Leipziger Land                      | Leipzig                                | 1226         | 4 863            |
| Penig                        | Mittweida                           | Chemnitz                               | 1313         | 10 453           |
| Pirna                        | Sächsische Schweiz                  | Dresden                                | 1245         | 40 198           |
| Plauen                       | -                                   | Chemnitz                               | 1240         | 69 160           |
| Pulsnitz                     | Kamenz                              | Dresden                                | 1375         | 6 572            |
| Rabenau                      | Weißeritzkreis                      | Dresden                                | 1488         | 4 709            |
| Radeberg                     | Kamenz                              | Dresden                                | 1344         | 18 769           |
| Radebeul                     | Meissen                             | Dresden                                | 1924         | 33 091           |
| Radeburg                     | Meissen                             | Dresden                                | 1326         | 7 907            |
| Regis-Breitingen             | Leipziger Land                      | Leipzig                                | 1920         | 4 302            |
| Reichenbach im Vogtland      | Vogtlandkreis                       | Chemnitz                               | 1274         | 22 117           |
| Reichenbach (Oberlausitz)    | Niederschlesischer Oberlausitzkreis | Dresden                                | 1306         | 4 375            |
| Riesa                        | Riesa-Großenhain                    | Dresden                                | 1623         | 36 758           |
| Rochlitz                     | Mittweida                           | Chemnitz                               | 1190 ?       | 6 766            |
| Rodewisch                    | Vogtlandkreis                       | Chemnitz                               | 1924         | 7 573            |
| Rosswein                     | Döbeln                              | Leipzig                                | 1286         | 7 451            |
| Rötha                        | Leipziger Land                      | Leipzig                                | 1291         | 3 839            |
| Rothenburg/Oberlausitz       | Niederschlesischer Oberlausitzkreis | Dresden                                | 1268         | 5 834            |
| Sayda                        | Freiberg                            | Chemnitz                               | 1250         | 2 237            |
| Scheibenberg                 | Annaberg                            | Chemnitz                               | 1530         | 2 378            |
| Schildau                     | Torgau-Oschatz                      | Leipzig                                | före 1528    | 3 803            |
| Schirgiswalde                | Bautzen                             | Dresden                                | 1665         | 3 051            |
| Schkeuditz                   | Delitzsch                           | Leipzig                                | före 1557    | 18 629           |
| Schlettau                    | Annaberg                            | Chemnitz                               | före 1405    | 2 741            |
| Schneeberg                   | Aue-Schwarzenberg                   | Chemnitz                               | 1479         | 16 647           |
| Schöneck, Sachsen            | Vogtlandkreis                       | Chemnitz                               | 1370         | 3 709            |
| Schwarzenberg                | Aue-Schwarzenberg                   | Chemnitz                               | före 1282    | 18 506           |
| Sebnitz                      | Sächsische Schweiz                  | Dresden                                | ~1250        | 9 119            |
| Stadt Wehlen                 | Sächsische Schweiz                  | Dresden                                | 1445         | 1 724            |
| Stollberg (Erzgebirge)       | Stollberg                           | Chemnitz                               | 1343         | 12 718           |
| Stolpen                      | Sächsische Schweiz                  | Dresden                                | 1361         | 6 128            |
| Strehla                      | Riesa-Großenhain                    | Dresden                                | 1210         | 4 243            |
| Taucha                       | Delitzsch                           | Leipzig                                | 1221         | 14 630           |
| Thalheim                     | Stollberg                           | Chemnitz                               | 1924         | 7 439            |
| Thum                         | Annaberg                            | Chemnitz                               | 1469         | 5 871            |
| Torgau                       | Torgau-Oschatz                      | Leipzig                                | 1267         | 18 743           |
| Trebsen/Mulde                | Muldentalkreis                      | Leipzig                                | 1518         | 4 284            |
| Treuen                       | Vogtlandkreis                       | Chemnitz                               | 1390         | 8 992            |
| Waldenburg (Sachsen)         | Chemnitzer Land                     | Chemnitz                               | 1317         | 4 582            |
| Waldheim                     | Döbeln                              | Leipzig                                | 1286         | 9 030            |
| Weißenberg (Oberlausitz)     | Bautzen                             | Dresden                                | 1228         | 3 650            |
| Weißwasser                   | Niederschlesischer Oberlausitzkreis | Dresden                                | 1935         | 21 498           |
| Werdau                       | Zwickauer Land                      | Chemnitz                               | 1304         | 24 149           |
| Wildenfels                   | Zwickauer Land                      | Chemnitz                               | 1425         | 3 991            |
| Wilkau-Haßlau                | Zwickauer Land                      | Chemnitz                               | 1934         | 11 888           |
| Wilsdruff                    | Weißeritzkreis                      | Dresden                                | 1281         | 13 752           |
| Wilthen                      | Bautzen                             | Dresden                                | 1699- ? 1969 | 6 209            |
| Wittichenau                  | Kamenz                              | Dresden                                | 1286         | 6 241            |
| Wurzen                       | Muldentalkreis                      | Leipzig                                | 1284         | 14 960           |
| Zittau                       | Löbau-Zittau                        | Dresden                                | 1255         | 25 277           |
| Zöblitz                      | Mittlerer Erzgebirgskreis           | Chemnitz                               | 1323         | 3 167            |
| Zschopau                     | Mittlerer Erzgebirgskreis           | Chemnitz                               | 1292         | 11 584           |
| Zwenkau                      | Leipziger Land                      | Leipzig                                | 1288         | 8 985            |
| Zwickau                      | -                                   | Chemnitz                               | 1212         | 97 232           |
| Zwönitz                      | Stollberg                           | Chemnitz                               | 1501         | 11 696           |

## Lista över tidigare städer i Sachsen
| Stad            | Distrikt (Kreis) 2006 | Stordistrikt (Regierungs- bezirk) 1996 | Stad sedan-till | Folk- mängd 2006 | Anmärkning                              |
| --------------- | --------------------- | -------------------------------------- | --------------- | ---------------- | --------------------------------------- |
| Altgeising      | Weißeritzkreis        | Dresden                                | 1453-1856       |                  | blev del av Geising                     |
| Annaberg        | Annaberg              | Chemnitz                               | 1497-1945       |                  | blev del av Annaberg-Buchholz           |
| Bad Gottleubal  | Sächsische Schweiz    | Dresden                                | 1405-1999       |                  | blev del av Bad Gottleuba-Berggießhübel |
| Bärenstein      | Weißeritzkreis        | Dresden                                | 1544-2003       |                  | blev del av Altenberg                   |
| Berggießhübel   | Sächsische Schweiz    | Dresden                                | 1548-1999       |                  | blev del av Bad Gottleuba-Berggießhübel |
| Brand           | Freiberg              | Chemnitz                               | 1834-1912       |                  | blev del av Brand-Erbisdorf             |
| Buchholz        | Annaberg              | Chemnitz                               | 1539-1945       |                  | blev del av Annaberg-Buchholz           |
| Ernstthal       | Chemnitzer Land       | Chemnitz                               | 1521-1897       |                  | blev del av Hohenstein-Ernstthal        |
| Grünhain        | Aue-Schwarzenberg     | Chemnitz                               | 1347-2004       |                  | blev del av Grünhain-Beierfeld          |
| Hohenstein      | Chemnitzer Land       | Chemnitz                               | 1510-1897       |                  | blev del av Hohenstein-Ernstthal        |
| Klotzsche       |                       | Dresden                                | 1935-1949       | 19.469           | blev del av Dresden                     |
| Kohren          | Leipziger Land        | Leipzig                                | 1453-1934       |                  | blev del av Kohren-Salis                |
| Kötzschenbroda  | Meissen               | Dresden                                | 1924-1934       |                  | blev del av Radebeul                    |
| Lauenstein      | Weißeritzkreis        | Dresden                                | 1489-1995       |                  | blev del av Geising                     |
| Limbach         | Chemnitzer Land       | Chemnitz                               | 1883-1950       | 13.095           | blev del av Limbach-Oberfrohna          |
| Mutzschen       | Muldentalkreis        | Leipzig                                | 1523-2012       | 2 313            | blev del av Grimma                      |
| Neugeising      | Weißeritzkreis        | Dresden                                | 1462-1856       |                  | blev del av Geising                     |
| Neusalza        | Löbau-Zittau          | Dresden                                | 1670-1920       |                  | blev del av Neusalza-Spremberg          |
| Neustädtel      | Aue-Schwarzenberg     | Chemnitz                               | 1474-1938       |                  | blev del av Schneeberg                  |
| Oberfrohna      | Chemnitzer Land       | Chemnitz                               | 1935-1950       | 4.447            | blev del av Limbach-Oberfrohna          |
| Planitz         | -                     | Chemnitz                               | 1924-1943       |                  | blev del av Zwickau                     |
| Regis           | Leipziger Land        | Leipzig                                | 1728-1920       |                  | blev del av Regis-Breitingen            |
| Siebenlehn      | Freiberg              | Chemnitz                               | 1388-2003       |                  | blev del av Großschirma                 |
| Siegmar         |                       | Chemnitz                               | 1927-1935       |                  | blev del av Siegmar-Schönau             |
| Siegmar-Schönau |                       | Chemnitz                               | 1935-1950       |                  | blev del av Chemnitz                    |
| Unterwiesenthal | Annaberg              | Chemnitz                               | 1832-1920       |                  | blev del av Oberwiesenthal              |